# Juan García Martínez

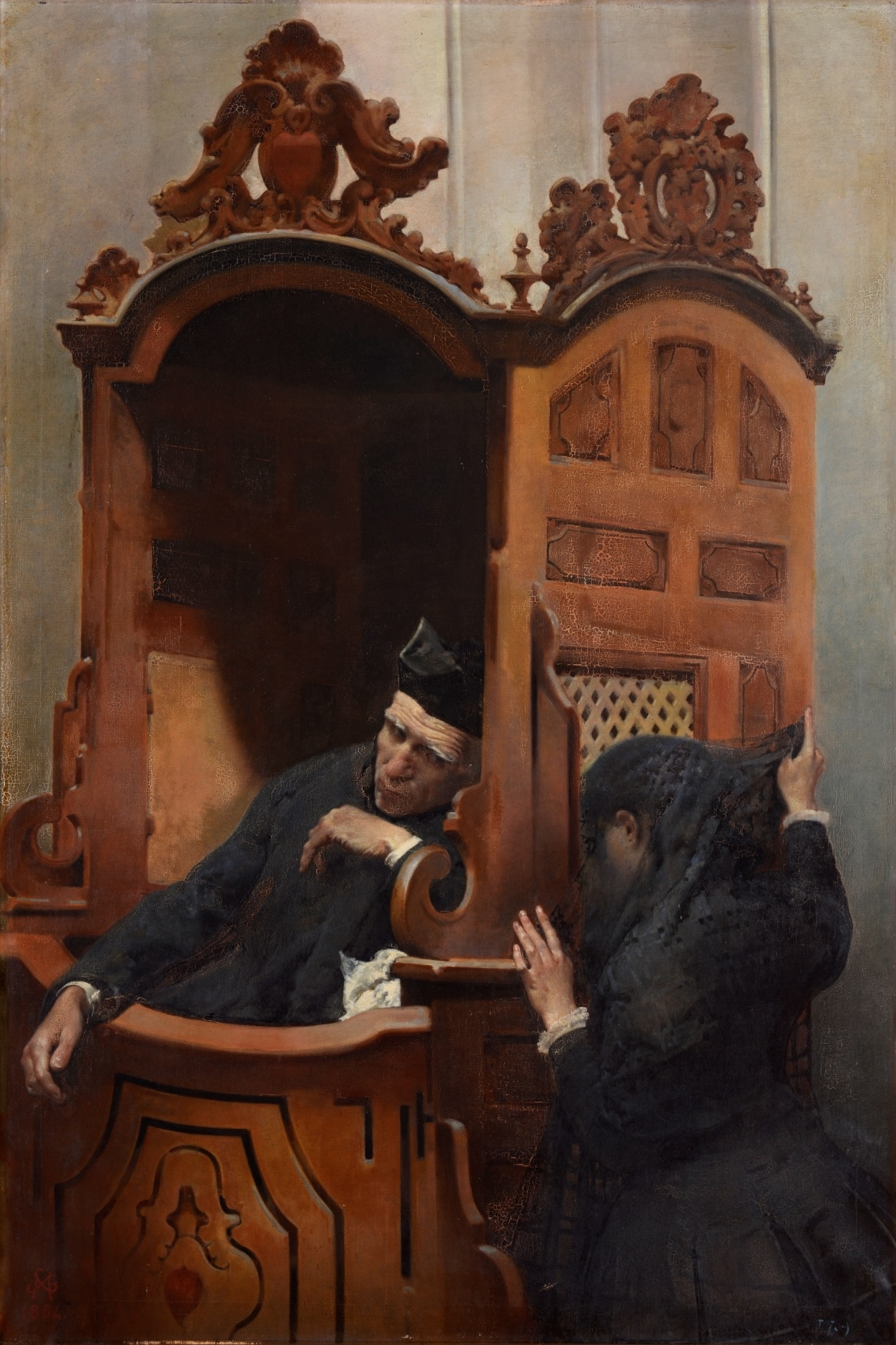
La penitente, óleo sobre lienzo, 173 x 115 cm, Madrid, Museo del Prado.

Juan García Martínez (Calatayud, 1828-Madrid, 1895) fue un pintor de historia español.

## Biografía
Nacido en Calatayud el 9 de junio de 1828, se inició el estudio del dibujo en Madrid con Antonio Maffei, con quien pasó luego a la Real Academia de Bellas Artes de San Fernando donde siguió también las enseñanzas de Federico de Madrazo. De 1855 a 1858 estudió en París con Leon Cogniet, quien le orientó definitivamente hacia la pintura de historia. Desde París envió a la Exposición Nacional de Bellas Artes de 1855 el lienzo La invención de la pintura y en 1856 La resurrección de Lázaro (Museo del Prado) con el que optaba a una plaza de pensionado en Roma. En 1858, ya en Madrid, obtuvo medalla de segunda clase por su más célebre cuadro: Los amantes de Teruel, ilustración de la tragedia de Juan Eugenio Hartzenbusch, adquirido por el Estado para el museo nacional (Museo del Prado, depositado en la Universidad de Zaragoza).
Asiduo de las exposiciones nacionales, en años sucesivos presentó, entre otras obras, la Muerte de don Alfonso el Batallador en la derrota de Fraga, que en 1866 regaló al Ayuntamiento de Zaragoza (paradero desconocido), Manifestación del rey don Enrique IV de Castilla al pueblo segoviano (1862, Museo del Prado), reconocido con mención honorífica, y una serie de interiores del Real Pósito de Madrid que fue premiada en 1866 con medalla de tercera clase. Pintada posiblemente por encargo municipal el mismo año de la demolición de las instalaciones con motivo de las obras del plan de ensanche de Madrid, dos de sus piezas, con el título Recuerdos del Pósito de Madrid, fueron adquiridas por el Estado y se conservan ahora en el Museo del Prado, y las cuatro restantes (Fábrica de escayola, Fábrica de almidón y Fábrica de masa y tahona) en el Museo de Historia de Madrid.